# لوتار سیپل
لوتار سیپل (انگلیسی: Lothar Sippel؛ زادهٔ ۹ مهٔ ۱۹۶۵) بازیکن فوتبال اهل آلمان است.
از باشگاه‌هایی که در آن بازی کرده‌است می‌توان به باشگاه فوتبال آینتراخت فرانکفورت، باشگاه فوتبال فرست وینا، باشگاه فوتبال بروسیا دورتموند، و باشگاه فوتبال هانوفر ۹۶ اشاره کرد.